# Powder River (Oregon)
El Powder (formalment Powder River) és un afluent del riu Snake d'unes 153 milles (246 km) de llargada, al nord-est d'Oregon, als Estats Units. Recull les aigües d'una zona del Columbia Plateau, a la banda oriental de les Blue Mountains. Gairebé discorre íntegrament pel comtat de Baker, però aigües avall de la ciutat de North Powder fa de partió entre els comtats de Baker i de Union. A la seva desembocadura el Powder du un cabal mitjà de 534 cu ft/s (15.1 m3/s).|

## Nom
El nom Powder River apareix registrat per primer cop als diaris de Peter Skene Ogden sense cap anotació sobre l'origen del nom. L'explorador Donald Mackenzie probablement donà nom al riu. William C. McKay, net d'Alexander MacKay, soci de John Jacob Astor, diu que l'origen del nom prové del sòl polsós i sorrenc de les ribes del riu, de l'argot chinook polalle illahe. Apareix als mapes de Lewis i Clark com a Port-pel-lah.

## Curs
Els afluents del riu Powder neixen al sud de les Blue Mountains al bosc nacional Umatilla. El curs principal neix a Sumpter, on se li uneixen McCully Fork, Cracker Creek i diversos afluents més petits, i davalla d'est a sud-est travessant les restes d'antigues estacions de dragatge i fins a l'embassament Phillips Reservoir. Després de sortir de Phillips Reservoir, el riu continua cap a l'est durant uns 7 milles (11 km) abans de girar bruscament cap al nord a travessant Bowen Valley i Baker City, Oregon. Des d'aquí, el riu serpenteja pel fons de Baker Valley i passa per les ciutats de Haines i North Powder, on s'uneix al North Powder River. En aquest punt el riu torna a girar bruscament cap a l'est/sud-est, travessant el Thief Valley Reservoir, en una vall al llarg del vessant sud de les muntanyes Wallowa. El riu passa per Lower Powder Valley i encalça el riu Snake a la frontera entre Idaho i Oregon des de l'oest, aigües amunt de la presa Brownlee Dam al braç Powder de la presa Brownlee a unes 11 milles (18 km) riu avall de Richland.

## Conca hidrogràfica

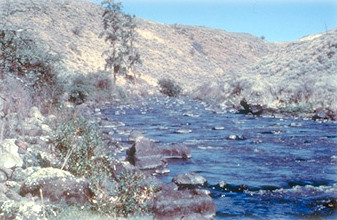
El riu Powder, salvatge i pintoresc

La conca del riu Powder drena 1,603 milles quadrades (4,150 km2)  del nord-est d'Oregon.Hi ha tres embassaments artificials al riu Powder: Phillips Reservoir (darrere de Mason Dam), l'embassament de Thief Valley i també el braç Powder del Brownlee Reservoir a la frontera entre Oregon i Idaho, a la confluència dels rius Powder i Snake. Eagle Creek, Wolf Creek, Rock Creek i el riu North Powder son els principals cursos d'aigua que desemboquen al Powder.
El 1988 es designaren un tram d'11.7 milles (18.8 km) del riu Powder Wild and Scenic (més o menys traduïble com salvatge i escènic). Entre Thief Valley Dam i el pont de la carretera 203 d'Oregon, aquest tram travessa un canyó accidentat amb formacions geològiques espectaculars.

## Flora i fauna
Les poblacions de castors (Castor canadensis) estan augmentant al llarg del riu, amb una excel·lent zona d'observació just al costat de la carretera 7 d'Oregon, a sota de Mason Dam, a unes 14 milles (23 km) de Baker City. Allí una colònia de castors hi construí una gran presa fàcilment visible sota la passarel·la adjacent a la zona d'aparcament pavimentada. Recuperat de la pràctica extinció per la caça sistemàtica de la Companyia de la Badia de Hudson, que va intentar crear un "desert de pells" per dissuadir els nord-americans de venir als estats occidentals. Entre els beneficis del castor a l'àrid est d'Oregon hi ha la creació d'estanys on poden créixer els salmònids joves, l'elevació del nivell freàtic a mesura que els seus estanys recarreguen les reserves d'aigua subterrània i la creació d'aiguamolls que atrapen sediments i contaminants.
Antany el riu Powder fou un important lloc de fresa del salmó reial (Oncorhynchus tshawytscha) i  Oncorhynchus mykiss  procedents de l'oceà Pacífic.Els salmons reials migraven a milers per fresar al riu Powder i molts dels seus afluents des de les seves capçaleres fins a l'extrem inferior de la North Powder Valley, però frenà en sec quan es construí Thief Valley Dam prop de North Powder el 1931. La posterior construcció de dues preses a Hells Canyon, al riu Snake, les preses de Hells Canyon Dam (1967) i Brownlee Dam, també bloquegen permanentment la remunta i descens del salmó. El Departament de Pesca i Vida Silvestre d'Oregon sovint allibera salmons reials al riu Powder per a la pesca esportiva a la presa de Mason, a sota de l'embassament de Phillips.